# OICW
OICW（Objective Individual Combat Weapon／個人主体戦闘武器）とは、アメリカ軍の4軍（陸軍、海軍、空軍、海兵隊）が共通して使用する次世代アサルトライフルの計画全般のことである。
あるいは個人携行戦闘兵器。